# Battaglia di Pyongyang
La battaglia di Pyongyang (giapponese: 平壌作戦) ebbe luogo il 15 settembre 1894 nell'attuale capitale della Corea del Nord tra le forze cinesi e gli assalitori giapponesi, costituiti dalla 1ª Armata con due divisioni di fanteria. Dopo un potente attacco nel settore nord e sud est della città, i giapponesi, con poche perdite, riuscirono a far arrendere i difensori della città, che cessarono definitivamente di combattere alle prime luci del 16. La caduta della città spazzò via ogni seria opposizione ai giapponesi nel nord della Corea.